# Улица Лопатина (Санкт-Петербург)
У́лица Лопа́тина — улица в Невском районе Санкт-Петербурга. Проходит вдоль границы города от улицы Коллонтай до проспекта Солидарности. На западной стороне улицы расположена жилая застройка. Вдоль восточной стороны проходят железнодорожные пути, ведущие к станции Нева.

## История
Улица получила название 10 ноября 1985 года в честь Г. А. Лопатина, революционера-народника, первого переводчика на русский язык «Капитала» К. Маркса.

## Транспорт
Ближайшая станция метро — «Улица Дыбенко» — расположена примерно в километре к юго-западу от улицы.

## Пересечения
- улица Коллонтай и улица Кржижановского
- улица Подвойского
- проспект Солидарности

## Достопримечательности
- Ассоциация инвалидов «Новая надежда»